# Сан-Джорджо-Маджоре в сумерках
«Сан-Джорджо-Маджоре в сумерках» (фр. Saint-Georges-Majeur au crépuscule) — картина французского художника Клода Моне, написанная им в период с 1908 по 1912 год в Венеции. Является частью серии с видами острова Сан-Джорджо-Маджоре. В настоящее время находится в коллекции Национального музея Кардиффа. Существует несколько других версий картины, одна из которых находится в Художественном музее Бриджстоун в Токио.
Картина стала известна общественности в 1999 году после ее появления в фильме Джона Мактирнана «Афера Томаса Крауна».